# Molde kommun
Molde kommun (norska: Molde kommune) är en kommun i Møre og Romsdal fylke i västra Norge. Kommunen har runt 32 000 invånare, och dess centralort är staden Molde.

## Administrativ historik
Norges kommunsystem tillkom 1837, då även Molde inrättades som stadskommun (norska: bykommune). Den omfattade ett område i dagens centrum av centralorten. 
1915 och 1952 inkorporerades delar av grannkommunen Bolsøy. Kommunen utvidgades 1964 genom sammanläggning av Molde kommun med resterande Bolsøy kommun samt delar av kommunerna Nord-Aukra och Veøy varvid befolkningen dubblerades.
Kommunen fick sina nuvarande gränser den 1 januari 2020 när Midsunds och Nessets kommuner slogs samman med Molde kommun.

### Vapen för tidigare kommuner inom den nuvarande kommunen

Midsunds kommun (1987–2019)
Nessets kommun (1986–2019)

## Tätorter
I Molde kommun finns tio tätorter:
- Eidsvåg
- Geitnes
- Hjelset
- Hovdenakken
- Kleive
- Midsund
- Molde (centralort)
- Nesjestranda
- Rausand
- Torhaug

Orterna Hesthagen, Mek och Røbekk har tidigare räknats som egna tätorter men räknas numera som delar av tätorten Molde.

## Socknar
Inom Norska kyrkan är Molde kommun indelad i tio socknar:
- Bolsøy socken
- Eikesdals socken
- Eresfjords socken
- Kleive socken
- Midsunds socken
- Molde domkyrkas socken
- Nessets socken
- Røvik og Veøy socken
- Sekkens socken
- Vistdals socken

Socknarna ingår i Molde domprosteri i Møre stift.